# Nicky (Keyserling)

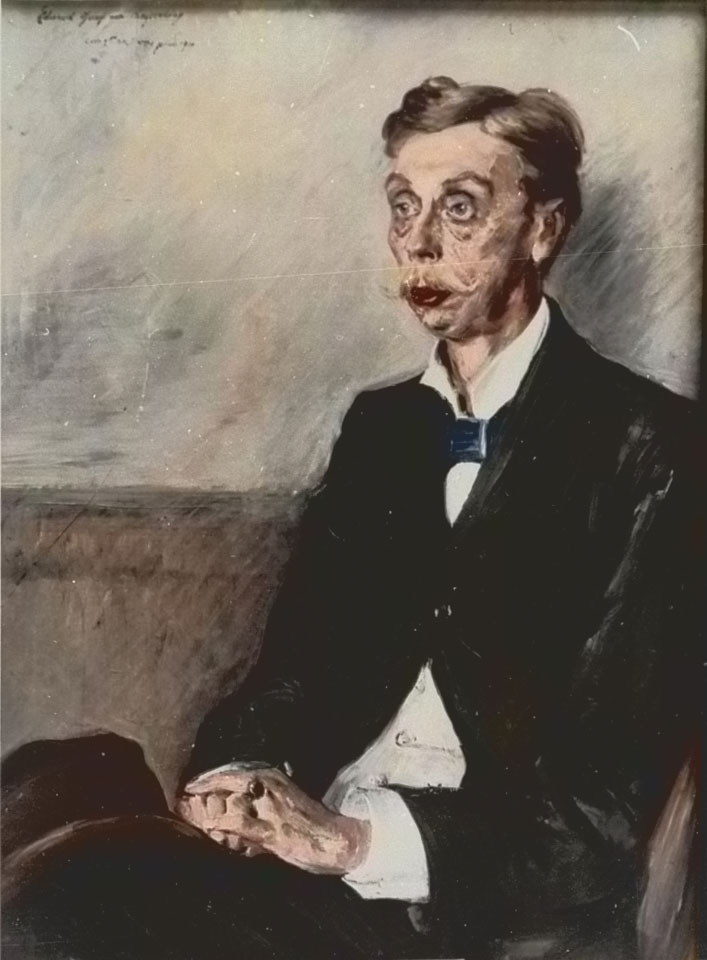
Lovis Corinth:
Eduard Graf von Keyserling
(1855–1918)

Nicky ist eine Erzählung von Eduard von Keyserling, die 1918 in „Fischers Bibliothek zeitgenössischer Romane“ in Berlin erschien. Der Text war bereits 1915 in S. Fischers „Neuer Rundschau“ abgedruckt worden.

## Handlung
Seit fünf Jahren schon ist Nicky in „glücklicher Ehe“ mit dem Baron Oskar von Reichel verheiratet. Oskar ist halbtags im Ministerium tätig. Eigentlich hat die Baronin Nicky von Reichel großes Glück gehabt. Aus kleinen, engen Verhältnissen hatte sie der stets verständnisvolle Gatte in seine Kreise emporgehoben. Trotz alledem – Nicky wartet immer noch auf etwas, so wie sie als Mädchen auf die Ehe gewartet hatte. Ein Kind möchte Nicky gern. Die Schwiegermama tröstet, Nicky habe ja Oskar.
Der Gatte begleitet seine junge Frau in ein kleines Bauernhaus in einem Bergdorfe und reist wieder ab. Das Ministerium ruft. Dort in der Sommerfrische begegnet Nicky dem, worauf sie so lange Jahre gewartet hat. Zwischen ihr und dem berühmten Klaviervirtuosen Enrico Fanoni aus Brasilien bahnt sich langsam, aber unaufhaltsam eine Liebe an, die in einem Kuss auf den Mund gipfelt. Mit Ausbruch des Ersten Weltkrieges zieht Oskar ins Feld. Nicky trennt sich von Enrico und will als „Soldatenfrau“ zu Oskar halten.

## Zitat
- „Die Sprache ist dazu da, damit die Leute einander mißverstehn.“[3]

## Form und Interpretation
Von Keyserling trägt seine ablehnende Haltung zum „blutigen Wahnsinn“ Krieg in sehr zurückhaltender, indirekter Art unmissverständlich vor. Zum Beispiel lässt er eine steinalte Bäuerin sagen: „...die Männer sind alle fort; die kommen nicht wieder. Damals kamen sie auch nicht wieder.“ Der kleine Text zeichnet ein glaubhaftes Stimmungsbild der deutschen Kriegsbegeisterung im Spätsommer 1914 und verknüpft diese eindringlich via Stilmittel Wiederholung klar sichtbar mit der unterschwelligen Todesangst aller Betroffenen.

## Rezeption
Sprengel  kommt in seiner knappen Inhaltsangabe dem Text nur mit feinem Spott – etwa nach dem Motto: Junge Soldatenfrau macht kehrt an der Heimatfront – bei.

## Verwendete Ausgabe
- Nicky. S. 71–120 in: Eduard von Keyserling: Im stillen Winkel. Nicky. Zwei Erzählungen. Fischer Taschenbuch, Frankfurt am Main 1983, ISBN 3-596-25354-3